# Кариотип

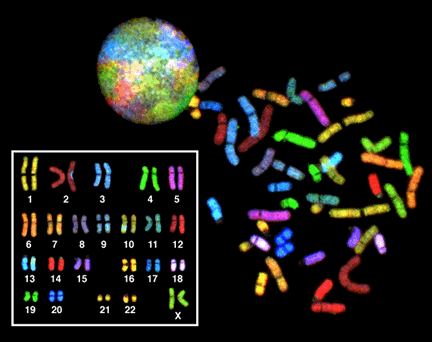
Рис. 1. Изображение набора хромосом (справа) и систематизированный женский кариотип 46 XX (слева). Получено методом спектрального кариотипирования.

Кариоти́п — совокупность признаков (число, размеры, форма и т. д.) полного набора хромосом, присущая клеткам данного биологического вида (видовой кариотип), данного организма (индивидуальный кариотип) или линии (клона) клеток. Графическое изображение кариотипа, то есть набора хромосом при расположении их по группам в зависимости от формы и величины, называют — идиограмма (кариограмма). Не путать с идеограммой.

## История термина
Л. Н. Делоне предложил термин «кариотип» в своей работе «Сравнительно-кариологическое исследование видов Muscari Mill. и Bellevalia Lapeyr», статья была опубликована в 1922 году в «Вестнике Тифлисского ботанического сада». Л. Н. Делоне определил кариотип как совокупность хромосом в наборе, определяемая их числом, величиной и формой. Л. Н. Делоне предположил, что все виды рода имеют одинаковый набор хромосом («кариотип»), разные роды, по мнению Делоне, обязательно различаются кариотипически. Г. А. Левитский на основании собственных исследований показал, что это не соответствует действительности, и в своей книге «Материальные основы наследственности» развил и уточнил термин «кариотип». В разработке термина участвовали также Сирил Дин Дарлингтон и Майкл Дж. Д. Уайт.

## Определение кариотипа
Внешний вид хромосом существенно меняется в течение клеточного цикла: в течение интерфазы хромосомы локализованы в ядре, как правило, деспирализованы и труднодоступны для наблюдения, поэтому для определения кариотипа используются клетки в одной из стадий их деления — метафазе митоза.

### Процедура определения кариотипа
Для процедуры определения кариотипа могут быть использованы любые популяции делящихся клеток. Для определения человеческого кариотипа используют, как правило, лимфоциты периферической крови, переход которых от стадии покоя G0 к пролиферации провоцируют добавлением митогена фитогемагглютинина. Для определения кариотипа могут быть использованы также клетки костного мозга или первичная культура фибробластов кожи. Для увеличения числа клеток на стадии метафазы к культуре клеток незадолго перед фиксацией добавляют колхицин или нокодазол, которые блокируют образование микротрубочек, тем самым препятствуя расхождению хроматид к полюсам деления клетки и завершению митоза.
После фиксации препараты метафазных хромосом окрашивают и фотографируют; из микрофотографий формируют так называемый систематизированный кариотип — нумерованный набор пар гомологичных хромосом, изображения хромосом при этом ориентируются вертикально короткими плечами вверх, их нумерация производится в порядке убывания размеров, пара половых хромосом помещается в конец набора (см. Рис. 1).
Исторически первые недетализованные кариотипы, позволявшие проводить классификацию по морфологии хромосом, получали окраской по Романовскому — Гимзе, однако дальнейшая детализация структуры хромосом в кариотипах стала возможной с появлением методик дифференциального окрашивания хромосом. Наиболее часто используемой методикой в медицинской генетике является метод G-дифференциального окрашивания хромосом.

### Классический и спектральный кариотипы

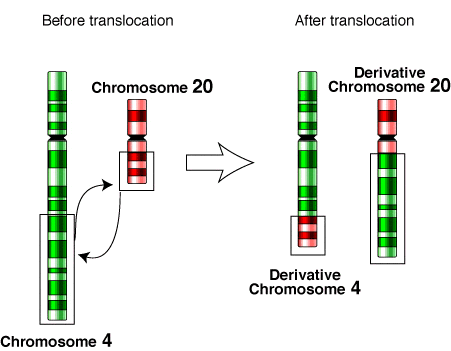
Рис. 2. Пример определения транслокации по комплексу поперечных меток (полоски, классический кариотип) и по спектру участков (цвет, спектральный кариотип).

Для получения классического кариотипа используется окраска хромосом различными красителями или их смесями: в силу различий в связывании красителя с различными участками хромосом окрашивание происходит неравномерно и образуется характерная полосчатая структура (комплекс поперечных меток, англ. banding), отражающая линейную неоднородность хромосомы и специфичная для гомологичных пар хромосом и их участков (за исключением полиморфных районов, локализуются различные аллельные варианты генов). Первый метод окраски хромосом, позволяющий получить такие высокодетализированные изображения, был разработан шведским цитологом Касперссоном (Q-окрашивание) Используются и другие красители, такие методики получили общее название дифференциального окрашивания хромосом:
- Q-окрашивание — окрашивание по Касперссону акрихин-ипритом с исследованием под флуоресцентным микроскопом. Чаще всего применяется для исследования Y-хромосом (быстрое определение генетического пола, выявление транслокаций между X- и Y-хромосомами или между Y-хромосомой и аутосомами, скрининг мозаицизма с участием Y-хромосом)
- G-окрашивание — модифицированное окрашивание по Романовскому — Гимзе. Чувствительность выше, чем у Q-окрашивания, поэтому используется как стандартный метод цитогенетического анализа. Применяется при выявлении небольших аберраций и маркерных хромосом (сегментированных иначе, чем нормальные гомологичные хромосомы)
- R-окрашивание — используется акридиновый оранжевый и подобные красители, при этом окрашиваются участки хромосом, нечувствительные к G-окрашиванию. Используется для выявления деталей гомологичных G- или Q-негативных участков сестринских хроматид или гомологичных хромосом.
- C-окрашивание — применяется для анализа центромерных районов хромосом, содержащих конститутивный гетерохроматин и вариабельной дистальной части Y-хромосомы.
- T-окрашивание — применяют для анализа теломерных районов хромосом.

В последнее время используется методика так называемого спектрального кариотипирования (флюоресцентная гибридизация in situ, англ. Fluorescence in situ hybridization, FISH), состоящая в окрашивании хромосом набором флуоресцентных красителей, связывающихся со специфическими областями хромосом. В результате такого окрашивания гомологичные пары хромосом приобретают идентичные спектральные характеристики, что не только существенно облегчает выявление таких пар, но и облегчает обнаружение межхромосомных транслокаций, то есть перемещений участков между хромосомами — транслоцированные участки имеют спектр, отличающийся от спектра остальной хромосомы.

### Анализ кариотипов
Сравнение комплексов поперечных меток в классической кариотипии или участков со специфичными спектральными характеристиками позволяет идентифицировать как гомологичные хромосомы, так и отдельные их участки, что позволяет детально определять хромосомные аберрации — внутри- и межхромосомные перестройки, сопровождающиеся нарушением порядка фрагментов хромосом (делеции, дупликации, инверсии, транслокации). Такой анализ имеет большое значение в медицинской практике, позволяя диагностировать ряд хромосомных заболеваний, вызванных как грубыми нарушениями кариотипов (нарушение числа хромосом), так и нарушением хромосомной структуры или множественностью клеточных кариотипов в организме (мозаицизмом).

## Номенклатура

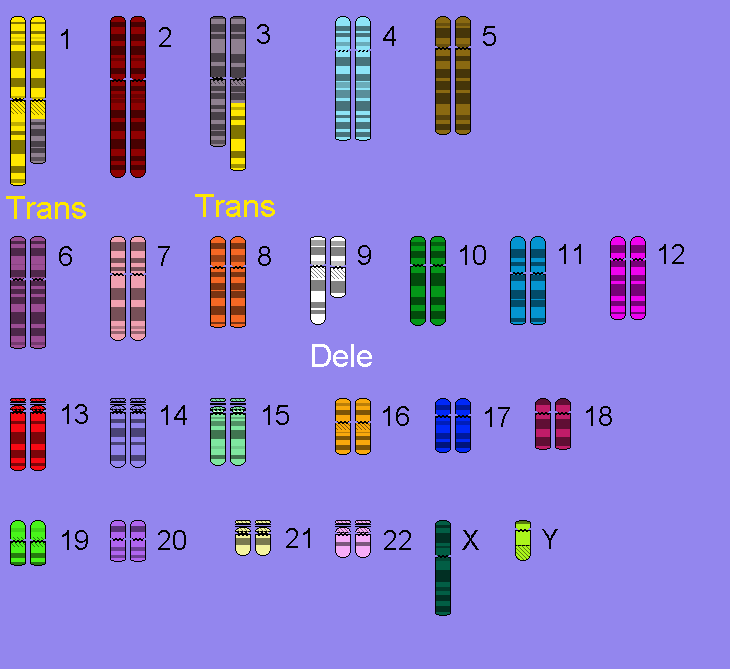
Рис.3. Кариотип 46,XY,t(1;3)(p21;q21), del(9)(q22): показаны транслокация (перенос фрагмента) между 1-й и 3-й хромосомами, делеция (потеря участка) 9-й хромосомы. Маркировка участков хромосом дана как по комплексам поперечных меток (классическая кариотипизация, полоски) так и по спектру флуоресценции (цвет, спектральная кариотипизация).

Для систематизации цитогенетических описаний была разработана Международная цитогенетическая номенклатура (International System for Cytogenetic Nomenclature, ISCN), основанная на дифференциальном окрашивании хромосом и позволяющая подробно описывать отдельные хромосомы и их участки. Запись имеет следующий формат:
[номер хромосомы] [плечо] [номер участка].[номер полосы] 
длинное плечо хромосомы обозначают буквой q, короткое — буквой p, хромосомные аберрации обозначаются дополнительными символами.
Таким образом, 2-я полоса 15-го участка короткого плеча 5-й хромосомы записывается как 5p15.2.
Для кариотипа используется запись в системе ISCN 1995, имеющая следующий формат:
[количество хромосом], [половые хромосомы], [особенности].
Для обозначения половых хромосом у различных видов используются различные символы (буквы), зависящие от специфики определения пола таксона (различные системы половых хромосом). Так, у большинства млекопитающих женский кариотип гомогаметен, а мужской гетерогаметен, соответственно, запись половых хромосом самки XX, самца — XY. У птиц же самки гетерогаметны, а самцы гомогаметны, то есть запись половых хромосом самки ZW, самца — ZZ.
В качестве примера можно привести следующие кариотипы:
- нормальный (видовой) кариотип домашнего кота:
38, XY
- индивидуальный кариотип лошади с «лишней» X-хромосомой (трисомия по X-хромосоме):
65, XXX
- индивидуальный кариотип домашней свиньи с делецией (потерей участка) длинного плеча (q) 10-й хромосомы:
38, XX, 10q-
- индивидуальный кариотип мужчины с транслокацией 21-х участков короткого (p) и длинного плеч (q) 1-й и 3-й хромосом и делецией 22-го участка длинного плеча (q) 9-й хромосомы (приведён на Рис. 3):
46, XY, t(1;3)(p21;q21), del(9)(q22)

Поскольку нормальные кариотипы являются видоспецифичными, то разрабатываются и поддерживаются стандартные описания кариотипов различных видов животных и растений, в первую очередь домашних и лабораторных животных и растений.

## Аномальные кариотипы и хромосомные болезни человека
Нормальные кариотипы человека — 46,XX (женский) и 46,XY (мужской). Нарушения нормального кариотипа у человека возникают на ранних стадиях развития организма: в случае, если такое нарушение возникает при гаметогенезе, в котором продуцируются половые клетки родителей, кариотип зиготы, образовавшейся при их слиянии, также оказывается нарушенным. При дальнейшем делении такой зиготы все клетки эмбриона и развившегося из него организма обладают одинаковым аномальным кариотипом.
Как правило, нарушения кариотипа у человека сопровождаются множественными пороками развития; большинство таких аномалий несовместимо с жизнью и приводит к самопроизвольным абортам на ранних стадиях беременности. Доля выкидышей вследствие нарушений кариотипа в течение первого триместра беременности составляет 50-60 %. 50-60 % от этих нарушений — различные трисомии, 20-25 % — полиплоидия и 15-25 % — моносомия по X- хромосоме, однако достаточно большое число плодов (~ 0,5 %) с аномальными кариотипами донашивается до окончания беременности.
Нарушения кариотипа могут также возникнуть и на ранних стадиях дробления зиготы, развившийся из такой зиготы организм содержит несколько линий клеток (клеточных клонов) с различными кариотипами, такая множественность кариотипов всего организма или отдельных его органов именуется мозаицизмом.
| Кариотипы                                  | Болезнь                        | Комментарий                                       |
| ------------------------------------------ | ------------------------------ | ------------------------------------------------- |
| 47,XXY; 48,XXXY;                           | Синдром Клайнфельтера          | Полисомия по X-хромосоме у мужчин                 |
| 45X0; 45X0/46XX; 45,X/46,XY; 46,X iso (Xq) | Синдром Шерешевского — Тёрнера | Моносомия по X хромосоме, в том числе и мозаицизм |
| 47,ХХX; 48,ХХХХ; 49,ХХХХХ                  | Полисомии по X хромосоме       | Наиболее часто — трисомия X                       |
| 47,ХХ, 21+; 47,ХY, 21+                     | Синдром Дауна                  | Трисомия по 21-й хромосоме                        |
| 47,ХХ, 18+; 47,ХY, 18+                     | Синдром Эдвардса               | Трисомия по 18-й хромосоме                        |
| 47,ХХ, 13+; 47,ХY, 13+                     | Синдром Патау                  | Трисомия по 13-й хромосоме                        |
| 46,XX, 5р-                                 | Синдром кошачьего крика        | Делеция короткого плеча 5-й хромосомы             |
| 46 XX или ХУ, del 15q11-q13                | Синдром Прадера-Вилли          | Делеция в длинном плече 15-й хромосомы            |

## Кариотип некоторых биологических видов
Большинство видов организмов обладает характерным и постоянным набором хромосом. Количество диплоидных хромосом разнится от организма к организму:
| Организм                                | Латинское наименование                  | Число хромосом | Примечания                             |
| --------------------------------------- | --------------------------------------- | -------------- | -------------------------------------- |
| Лемур серый                             | Hapalemur griseus                       | 54—58          | Мадагаскар. Лемуровые                  |
| Лемуры обыкновенные                     | Lemur                                   | 44—60          | Мадагаскар. 44, 46, 48, 52, 56, 58, 60 |
| Лемур большой крысиный                  | Cheirogaleus major                      | 66             | Мадагаскар. Карликовые лемуры          |
| Лемуры мышиные                          | Mycrocebus                              | 66             | Мадагаскар                             |
| Лори тонкие                             | Loris                                   | 62             | Ю. Индия, Цейлон. Лориевые             |
| Лори толстые                            | Nycticebus                              | 50             | Ю. Азия. Лориевые                      |
| Долгопят западный                       | Tarsius bancanus                        | 80             | Суматра, Калимантан. Долгопяты         |
| Капуцин обыкновенный Капуцин-фавн       | Cebus capucinus Cebus apella            | 54             | Ю. Америка. Капуцины                   |
| Игрунка обыкновенная Игрунка желтоногая | Callithrix jacchus Callithrix flaviceps | 46             | Бразилия. Обыкновенные игрунки         |
| Макаки                                  | Macaca                                  | 42             | Азия, С. Африка                        |
| Павиан чёрный                           | Cynopithecus niger                      | 42             | о-в Сулавеси. Макаки                   |
| Мартышки                                | Cercopithecus                           | 54—72          | Африка. 54, 58, 60, 62, 66, 68, 70, 72 |
| Орангутаны                              | Pongo                                   | 48             | Суматра, Калимантан                    |
| Шимпанзе                                | Pan                                     | 48             | Африка                                 |
| Гориллы                                 | Gorilla                                 | 48             | Африка                                 |
| Сиаманги                                | Symphalangus                            | 50             | Ю. Азия                                |
| Гиббон                                  | Hylobates                               | 44             | Ю. Азия                                |
| Человек                                 | Homo sapiens                            | 46             | Убиквитарно по всей суше               |

| Организм            | Латинское наименование   | Число хромосом |        | Примечания |
| ------------------- | ------------------------ | -------------- | ------ | --- |
| Собака              | Canis lupus familiaris   | 78             | [ 18 ] | 76 аутосом, 2 половые хромосомы                                                                                                |
| Кошка               | Felis catus              | 38             |        | |
| Корова              | Bos primigenius          | 60             |        | |
| Коза домашняя       | Capra aegagrus hircus    | 60             |        | |
| Овца                | Ovis aries               | 54             |        | |
| Осёл                | Equus asinus             | 62             |        | |
| Лошадь              | Equus ferus caballus     | 64             |        | |
| Мул                 | Mulus                    | 63             |        | Гибрид осла и кобылы. Стерилен.                                                                                                |
| Свиньи              | Suidae                   | 38             |        | |
| Кролики             | Leporidae                | 44             |        | |
| Курица              | Gallus gallus domesticus | 78             |        | |
| Индейки             | Meleagris                | 82             |        | |
| Кукуруза            | Zea mays                 | 20             | [ 21 ] | |
| Овёс                | Avena sativa             | 42             | [ 21 ] | Это гексаплоид с 2n=6x=42. Также культивируют диплоиды и тетраплоиды.                                                          |
| Пшеница мягкая      | Triticum aestivum        | 42             | [ 21 ] | Этот вид является гексаплоидным с 2n=6x=42. Твёрдая пшеница Triticum turgidum var. durum является тетраплоидом 2n=4x=28.       |
| Рожь                | Secale cereale           | 14             | [ 21 ] | |
| Рис посевной        | Oryza sativa             | 24             | [ 21 ] | |
| Ячмень обыкновенный | Hordeum vulgare          | 14             | [ 21 ] | |
| Ананас              | Ananas comosus           | 50             | [ 21 ] | |
| Люцерна посевная    | Medicago sativa          | 32             | [ 21 ] | Культивируемая люцерна является тетраплоидной с 2n=4x=32, дикорастущие формы имеют 2n=16.                                      |
| Бобовые             | Phaseolus sp.            | 22             | [ 21 ] | Все виды этого рода имеют одинаковое число хромосом, включая P. vulgaris, P. coccineus, P. acutifolis и P. lunatus.            |
| Горох посевной      | Pisum sativum            | 14             | [ 21 ] | |
| Картофель           | Solanum tuberosum        | 48             | [ 21 ] | Это тетраплоид; дикие формы чаще имеют 2n=24.                                                                                  |
| Табак               | Nicotiana tabacum        | 48             | [ 21 ] | Культурный вид тетраплоидный.                                                                                                  |
| Редис               | Raphanus sativus         | 18             | [ 21 ] | |
| Капуста огородная   | Brassica oleracea        | 18             | [ 21 ] | Брокколи, капуста, кольраби, брюссельская капуста и цветная капуста относятся к одному виду и имеют одинаковое число хромосом. |
| Хлопчатник          | Gossypium hirsutum       | 52             | [ 21 ] | 2n=4x; Культивируемый хлопчатник возник в результате аллотетраплоидизации.                                                     |

| Организм         | Латинское наименование   | Число хромосом |        | Примечания                                                                                          |
| ---------------- | ------------------------ | -------------- | ------ | --------------------------------------------------------------------------------------------------- |
| Домовая мышь     | Mus musculus             | 40             |        | |
| Крысы            | Rattus                   | 42             |        | |
| Дрожжи           | Saccharomyces cerevisiae | 32             |        | |
| Муха-дрозофила   | Drosophila melanogaster  | 8              | [ 22 ] | 6 аутосом, 2 половые                                                                                |
| Нематода         | Caenorhabditis elegans   | 11, 12         | [ 23 ] | 5 пар аутосом и пара половых Х-хромосом у гермафородитов, 5 пар аутосом и одна Х-хромосома у самцов |
| Резуховидка Таля | Arabidópsis thaliána     | 10             |        | |

### Кариотипбурозубки обыкновенной
Кариотип бурозубки обыкновенной составляет от 20 до 33 хромосом в зависимости от конкретной популяции.